# Conference League Premier 2012-2013
La Conference League Premier 2012-2013, conosciuta anche con il nome di Blue Square Bet Premier per motivi di sponsorizzazione, è stata la 34ª edizione del campionato inglese di calcio di quinta divisione. 

## Squadre partecipanti
| Squadra                | Città             | Stagione precedente                           |
| ---------------------- | ----------------- | --------------------------------------------- |
| AFC Telford United     | Telford           | 20º posto in Conference League Premier        |
| Alfreton Town          | Alfreton          | 15º posto in Conference League Premier        |
| Barrow                 | Barrow-in-Furness | 13º posto in Conference League Premier        |
| Braintree Town         | Braintree         | 12º posto in Conference League Premier        |
| Cambridge United       | Cambridge         | 9º posto in Conference League Premier         |
| Dartford               | Dartford          | 2º posto in Conference League South, promosso |
| Ebbsfleet United       | Northfleet        | 14º posto in Conference League Premier        |
| Forest Green Rovers    | Nailsworth        | 10º posto in Conference League Premier        |
| Gateshead              | Gateshead         | 8º posto in Conference League Premier         |
| Grimsby Town           | Grimsby           | 11º posto in Conference League Premier        |
| Hereford United        | Hereford          | 23º posto in Football League Two, retrocesso  |
| Hyde                   | Hyde              | 1º posto in Conference League North, promosso |
| Kidderminster Harriers | Kidderminster     | 6º posto in Conference League Premier         |
| Lincoln City           | Lincoln           | 17º posto in Conference League Premier        |
| Luton Town             | Luton             | 5º posto in Conference League Premier         |
| Macclesfield Town      | Macclesfield      | 24º posto in Football League Two, retrocesso  |
| Mansfield Town         | Mansfield         | 3º posto in Conference League Premier         |
| Newport County         | Newport           | 19º posto in Conference League Premier        |
| Nuneaton Town          | Nuneaton          | 5º posto in Conference League North, promosso |
| Southport              | Southport         | 7º posto in Conference League Premier         |
| Stockport County       | Stockport         | 16º posto in Conference League Premier        |
| Tamworth               | Tamworth          | 18º posto in Conference League Premier        |
| Woking                 | Woking            | 1º posto in Conference League South, promosso |
| Wrexham                | Wrexham           | 2º posto in Conference League Premier         |

## Classifica finale
|  | Pos. | Squadra            | Pt | G  | V  | N  | P  | GF | GS | DR  |
|  | ---- | ------------------ | -- | -- | -- | -- | -- | -- | -- | --- |
|  | 1    | Mansfield Town     | 95 | 46 | 30 | 5  | 11 | 92 | 52 | +40 |
|  | 2    | Kidderminster      | 93 | 46 | 28 | 9  | 9  | 82 | 40 | +42 |
|  | 3    | Newport County     | 85 | 46 | 25 | 10 | 11 | 85 | 60 | +25 |
|  | 4    | Grimsby Town       | 83 | 46 | 23 | 14 | 9  | 70 | 38 | +32 |
|  | 5    | Wrexham            | 80 | 46 | 22 | 14 | 10 | 74 | 45 | +29 |
|  | 6    | Hereford Utd       | 70 | 46 | 19 | 13 | 14 | 73 | 63 | +10 |
|  | 7    | Luton Town         | 67 | 46 | 18 | 13 | 15 | 70 | 62 | +8  |
|  | 8    | Dartford           | 66 | 46 | 19 | 9  | 18 | 67 | 63 | +4  |
|  | 9    | Braintree Town     | 66 | 46 | 19 | 9  | 18 | 63 | 72 | -9  |
|  | 10   | Forest Green       | 65 | 46 | 18 | 11 | 17 | 63 | 49 | +14 |
|  | 11   | Macclesfield Town  | 63 | 46 | 17 | 12 | 17 | 65 | 70 | -5  |
|  | 12   | Woking             | 62 | 46 | 18 | 8  | 20 | 73 | 81 | -8  |
|  | 13   | Alfreton Town      | 60 | 46 | 16 | 12 | 18 | 69 | 74 | -5  |
|  | 14   | Cambridge Utd      | 59 | 46 | 15 | 14 | 17 | 68 | 69 | -1  |
|  | 15   | Nuneaton Town      | 57 | 46 | 14 | 15 | 17 | 66 | 73 | -7  |
|  | 16   | Lincoln City       | 56 | 46 | 15 | 11 | 20 | 58 | 61 | -3  |
|  | 17   | Gateshead          | 55 | 46 | 13 | 16 | 17 | 63 | 75 | -12 |
|  | 18   | Hyde               | 55 | 46 | 16 | 7  | 23 | 55 | 75 | -20 |
|  | 19   | Tamworth           | 55 | 46 | 15 | 10 | 21 | 55 | 69 | -14 |
|  | 20   | Southport          | 54 | 46 | 14 | 12 | 20 | 72 | 86 | -14 |
|  | 21   | Stockport County   | 50 | 46 | 13 | 11 | 22 | 57 | 76 | -19 |
|  | 22   | Barrow             | 46 | 46 | 11 | 13 | 22 | 45 | 83 | -38 |
|  | 23   | Ebbsfleet Utd      | 39 | 46 | 8  | 15 | 23 | 55 | 89 | -34 |
|  | 24   | AFC Telford United | 35 | 46 | 6  | 17 | 23 | 52 | 79 | -27 |

Legenda:
      Promosso in Football League Two 2013-2014.
  Ammesso ai play-off.
      Retrocesso in Conference League North 2013-2014.
      Retrocesso in Conference League South 2013-2014.
Regolamento:
Tre punti a vittoria, uno a pareggio, zero a sconfitta.
In caso di arrivo di due o più squadre a pari punti, la graduatoria viene stilata secondo i seguenti criteri:
- differenza reti
- maggior numero di gol segnati

## Spareggi

### Play-off

#### Tabellone
|  | Semifinali | Semifinali     | Semifinali | Semifinali | Semifinali |  |  | Finale | Finale         | Finale |  |
|  |            |                |            |            |            |  |  |        |                |        |  |
|  | 5          | Wrexham        | 2          | 3          | 5          |  |  |        |                |        |  |
|  | 2          | Kidderminster  | 1          | 1          | 2          |  |  | 5      | Wrexham        | 0      |  |
|  | 4          | Grimsby Town   | 0          | 0          | 0          |  |  | 3      | Newport County | 2      |  |
|  | 3          | Newport County | 1          | 1          | 2          |  |  |        |                |        |  |

#### Semifinali
|                        | Risultati |                        | Luogo         |
| ---------------------- | --------- | ---------------------- | ------------- |
| Wrexham                | 2-1       | Kidderminster Harriers | Wrexham       |
| Kidderminster Harriers | 1-3       | Wrexham                | Kidderminster |
|                        |           |                        |               |
| Grimsby Town           | 0-1       | Newport County         | Grimsby       |
| Newport County         | 1-0       | Grimsby Town           | Newport       |
|                        |           |                        |               |

#### Finale
|                | Risultati |         | Luogo                    |
| -------------- | --------- | ------- | ------------------------ |
| Newport County | 2-0       | Wrexham | Londra (Wembley Stadium) |
|                |           |         |                          |